# Lui Morais
Lui Morais —pseudònim de Luis Carlos de Morais Junior— és un professor i filòsof brasiler, autor de llibres sobre filosofia, alquímia, literatura, xamanisme, música popular brasilera (samba), pel·lícules, gestió, educació, sordesa i altres assumptes.

## Biografia
Lui Morais (pseudònim de Luis Carlos de Morais Junior, també conegut com Hermes Grau) és un escriptor, professor i filòsof hermètic brasiler, autor polígraf de llibres sobre filosofia, alquímia, literatura, xamanisme, música popular brasilera (samba), pel·lícules, gestió, educació, sordesa, crítica, literatura i altres temes. Morais està casat amb l'escriptora Eliane Colchete, la seva parella en diverses novel·les i assaigs. Morais també és poeta, com es pot veure al seu llibre Recycling Poetry (2014) que aglutina el preclàssic al postmodern, i barreja idiomes, amb lletres en portuguès, anglès i castellà, i amb el intersecció d'altres llengües.
Morais va néixer a Botafogo, Rio de Janeiro (Brasil), el 17 d'abril de 1961. És fill del periodista de ràdio Luiz Carlos de Morais (Speed Luiz). Es va llicenciar en Lletres Portugueses-Gregues i Filosofia UERJ, on es va especialitzar en Filosofia Moderna i Contemporània i va completar el seu màster en Literatura Brasilera el 1992. El 1997 es va graduar Doctor en Ciències de la Literatura a la UFRJ, sota la direcció de la professora Dra. Ana Alencar, i el 2015, va fer estudis postdoctorals a la UFRJ. Morais va fer teatre com a actor, director i autor. La seva literatura és experimental i pensa filosòficament sobre diversos temes.

## Obres
- Larápio Rio de Janeiro: Kroart, 2004
- Pindorama Rio de Janeiro: Kroart, 2004
- Crisólogo – O Estudante de Poesia Caetano Veloso Rio de Janeiro: HP Comunicação, 2004
- Proteu ou: A Arte das Transmutações – Leituras, Audições e Visões da Obra de Jorge Mautner Rio de Janeiro: HP Comunicação, 2004
- Meutaneurônios Atomizados (amb Marcus Vinicius de Medeiros) Rio de Janeiro: tmaisoito, 2008
- O Olho do Ciclope e os Novos Antropófagos – Antropofagia Cinematótica na Literatura Brasileira Rio de Janeiro: Quártica, 2009
- Y e os Hippies (amb Eliane Blener) Rio de Janeiro: Quártica, 2009
- O Estudante do Coração Rio de Janeiro: Quártica, 2010
- O Caminho de Pernambuco (amb Eliane Blener) Rio de Janeiro: Quártica, 2010
- Crisopeia (amb Eliane Blener) Rio de Janeiro: Quártica, 2010
- Clone versus Gólem (amb Eliane Blener) Rio de Janeiro: Quártica, 2010
- O Portal do Terceiro Milênio (amb Eliane Colchete) Rio de Janeiro: Quártica, 2011
- Gigante Rio de Janeiro: Quártica, 2012
- O Meteorito dos Homens Ab e Surdos Rio de Janeiro: Quártica, 2011
- O Sol Nasceu pra Todos – A História Secreta do Samba With an introduction by Ricardo Cravo Albin Rio de Janeiro: Litteris, 2011
- Proteu ou: A Arte das Transmutações – Leituras, Audições e Visões da Obra de Jorge Mautner Second Edition: revised and expanded With 10 interviews with Jorge Mautner Rio de Janeiro: Litteris, 2011
- Carlos Castaneda e a Fresta entre os Mundos – Vislumbres da Filosofia Ānahuacah no Século XXI Rio de Janeiro: Litteris, 2012
- Natureza Viva Rio de Janeiro: Quártica, 2012
- Abobrinhas Requintadas – Exquisite Zucchinis (amb Eliane Marques Colchete) Rio de Janeiro: Quártica, 2012
- Eu Sou o Quinto Beatle Rio de Janeiro: Quártica, 2012
- O Homem Secreto Rio de Janeiro: Quártica, 2013
- Os que ouvem mais que nós (amb Carlos Hilton) Rio de Janeiro: Litteris, 2013
- Rocambole de Carne a Copacabana (amb Cláudio Carvalho and Cid Valle) Rio de Janeiro: Litteris, 2013
- As Vivências Pós-modernas (et alii) Rio de Janeiro: Quártica, 2013
- O Estudante do Coração – Ensaios Sobre a Arte Pós-Moderna Second Edition: revised and expanded Rio de Janeiro: Litteris, 2013
- Alquimia o Arquimagistério Solar Alchimia seu Archimagisterium Solis in V libris Rio de Janeiro: Quártica Premium, 2013
- Linhas Cruzadas (amb Caio Reis Morais et alii) Rio de Janeiro: Quártica, 2014
- A Formação da Filosofia Contemporânea (amb Eliane Marques Colchete) Rio de Janeiro: Litteris, 2014
- A Autoeducação e o Século 21 Rio de Janeiro: Litteris, 2014
- Outras Palavras (amb Claudio Carvalho) Rio de Janeiro: Litteris, 2014
- Poesia de Reciclagem Rio de Janeiro: Litteris, 2014